# 3985 Raybatson
3985 Raybatson eller 1985 CX är en asteroid i huvudbältet som upptäcktes den 12 februari 1985 av den amerikanska astronomen Carolyn S. Shoemaker vid Palomar-observatoriet. Den är uppkallad efter amerikanen, Raymond M. Batson.
Asteroiden har en diameter på ungefär 19 kilometer och den tillhör asteroidgruppen Brasilia.